# Панасюк Раїса Василівна
Раїса Василівна Панасюк (1973, с. Осична Хмільницького району Вінницької області — 17 вересня 2018) — українська громадська діячка, Урядовий уповноважений з прав осіб з інвалідністю. Почесна громадянка міста Вінниці. Заслужений працівник соціальної сфери України.

## Біографічні відомості
Народилася у с. Осична Хмільницького району Вінницької області. Батько працював механізатором, мати теж працювала у колгоспі.
З дитинства перебувала на візку. Навчалась у Тульчинському санаторії та Цюрупинському інтернаті. Вищу освіту здобула Київському національному університеті імені Тараса Шевченка на факультеті журналістики (2008). Друга вища освіта — Вінницький соціально-економічний інститут Відкритого міжнародного університету розвитку людини «Україна», спеціальність — психолог (2012).
З 2016 року — аспірантка Вінницького державного педагогічного університету імені Коцюбинського.
Реалізувала ряд проектів щодо підтримки та адаптації осіб з інвалідністю. Очолювала Міський центр соціально-психологічної реабілітації дітей та молоді з функціональними обмеженнями «Гармонія». Розпорядженням Кабінету Міністрів України від 16.03.2017 № 184-р Раїсу Панасюк призначено Урядовим уповноваженим з прав осіб з інвалідністю.
18 серпня 2017 року рішенням Вінницької міської ради Раїсі Василівні Панасюк присвоєно звання Почесного громадянина Вінниці.
2017 р. присвоєно звання «Заслужений працівник соціальної сфери України».
Останнім часом боролася з тяжкою онкологічною хворобою. Останні години свого життя перебувала в комі, померла 17 вересня 2018 року. 19 вересня відбулося прощання, на яке приїхали Прем'єр-міністр України Володимир Гройсман, урядовці та народні депутати. Цей день оголошено у Вінниці жалобним.
Її ім'я присвоєне вінницькому міському центру соціально-психологічної реабілітації дітей та молоді з функціональними обмеженням «Гармонія».